# Antonio María Rouco Varela
Antonio María Rouco Varela (Vilalba, 20 augustus 1936) is een Spaans geestelijke en een kardinaal van de Rooms-Katholieke Kerk.
Rouco Varela studeerde aan de Pauselijke Universiteit Salamanca en werd op 28 maart 1959 priester gewijd. Hij werd hierop naar München gestuurd waar hij zich verder bekwaamde in het canoniek recht en in 1964 promoveerde op een proefschrift over de verhouding tussen kerk en staat in de zestiende eeuw.
Van 1964 tot 1966 was Rouco Varela hoogleraar aan het grootseminarie van Mondoñedo. Daarna doceerde hij enkele jaren in München, alvorens in 1969 benoemd te worden als hoogleraar aan de Pauselijke Universiteit van Salamanca. Van deze universiteit was hij ook enige tijd rector. Hij heeft vele wetenschappelijke publicaties over het kerkelijk recht op zijn naam staan.
Op 17 september 1976 werd Rouco Varela benoemd tot hulpbisschop van Santiago de Compostella en tot titulair bisschop van Gergis. Zijn bisschopswijding vond plaats op 31 oktober 1976. Op 9 mei 1984 werd hij benoemd tot aartsbisschop van Santiago de Compostella. Hij organiseerde de Wereldjongerendagen in 1989. Op 28 juli 1994 volgde zijn benoeming tot aartsbisschop van Madrid. In deze functie was hij gastheer van de 26ste Wereldjongerendagen in 2011. Hij was van 1999 tot 2005 en van 2008 tot 2014 voorzitter van de Spaanse bisschoppenconferentie.
Tijdens het consistorie van 21 februari 1998 werd Rouco Varela kardinaal gecreëerd. Hij kreeg de rang van kardinaal-priester. Zijn titelkerk werd de San Lorenzo in Damaso. Hij nam deel aan de conclaven van 2005 en 2013.
Rouco Varela ging op 28 augustus 2014 met emeritaat.
Op 20 augustus 2016 verloor Rouco Varela - in verband met het bereiken van de 80-jarige leeftijd - het recht om deel te nemen aan een toekomstig conclaaf.
- Biblioteca Nacional de España: XX868817
- Bibliothèque nationale de France: cb137783856 (data)
- Catàleg d'autoritats de noms i títols de Catalunya: 981058517416006706
- Gemeinsame Normdatei: 120061341
- International Standard Name Identifier: 0000 0001 1627 934X
- Library of Congress Control Number: nr99033841
- Nationale Bibliotheek van Tsjechië: jo2018986917
- Nationale Bibliotheek van Israël: 987007294093105171
- Nederlandse Thesaurus van Auteursnamen: 153181060
- Réseau des bibliothèques de Suisse occidentale: 02-A006567138
- Istituto Centrale per il Catalogo Unico: LIAV093008
- Système universitaire de documentation: 069088942
- Virtual International Authority File: 41764505
- WorldCat: E39PBJbM7Kcjbyt3bmBP3C4g8C